# 세르지 탄키안
세르지 탄키안(영어: Serj Tankian, 아르메니아어: Սերժ Թանգեան [ˈsɛɾʒ tʰɑnˈkʰjɑn], 1967년 8월 21일 ~ )은 레바논에서 태어난 아르메니아계 미국인 음악가이다. 록 밴드 시스템 오브 어 다운의 보컬로 잘 알려져 있다. 그는 또한 음반사 세르이컬 스트라이크 레코드(Serjical Strike Records)의 소유주이며, 톰 모렐로와 함께 액시스 오브 저스티스(Axis of Justice)라는 단체를 설립하였다.

## 일대기
레바논 베이루트에서 태어난 세르지 탄키안은 다섯 살에 부모님을 따라 미국 캘리포니아주 로스앤젤레스로 오게 되었다. 고등학교를 졸업한 후에는 마케팅을 공부하였다. 그는 1993년 다론 말라키안과 함께 시스템 오브 어 다운의 전신이 된 밴드인 소일(Soil)을 결성하였다. 소일이 해체된 후, 1995년 시스템 오브 어 다운을 결성하여 2005년까지 다섯 장의 정규 음반을 발매하였으며, 밴드가 활동을 중단한 후 솔로 활동을 준비하여 2007년 10월 23일에 솔로 음반 《Elect the Dead》를 발표하였다.
그는 시에도 관심이 많아 2002년 시집 《Cool Gardens》을 발표하기도 하였다.

## 음반 목록

### 솔로
- 《Elect The Dead》(2007년)
- 《Imperfect Harmonies》(2010년)
- 《Harakiri》(2012년)

### 세라트
- 《Serart》(2003년)